# Ángel Parra de Chile
Ángel Parra de Chile es el décimo quinto álbum de estudio del cantautor chileno Ángel Parra como solista, lanzado originalmente en Europa en 1976, y posteriormente también bajo los nombres La libertad y Yo tuve una patria.

## Lista de canciones
Toda la música compuesta por Ángel Parra. 
| Ángel Parra de Chile |                                                     |          |  |
| N.º                  | Título                                              | Duración |  |
| 1.                   | «La libertad» (o «Canción de la libertad»)          |          |  |
| 2.                   | «Yo tuve una patria»                                |          |  |
| 3.                   | «Tango en Colombes»                                 |          |  |
| 4.                   | «Autorretrato»                                      |          |  |
| 5.                   | «Qué será de mis hermanos»                          |          |  |
| 6.                   | «Porque mañana se abrirán las alamedas»             |          |  |
| 7.                   | «El poeta frente al mar»                            |          |  |
| 8.                   | «El día que vuelva a encontrar»                     |          |  |
| 9.                   | «Compañero Presidente»                              |          |  |
| 10.                  | «América del Sur»                                   |          |  |
| 11.                  | «Levántense, compañeros» (o «Levántese, compañero») |          |  |